# 마드리드 건축학교
마드리드 건축학교(스페인어: Escuela Técnica Superior de Arquitectura de Madrid, ETSAM)은 1844년 설립된 스페인에서 가장 오래된 건축학교이다. 학사,석사,박사 과정으로 건축의 전 과정을 가르치고 있다. 스페인에서 가장 오래 된 건축학교이며, 지금 사용하는 건물은 1936년에 지어졌다. 마드리드 공과대학교 (UPM-Universidad Politécnica de Madrid)소속이며, 이 건축학교는 많은 전문가들에 의해 건축분야 최고의 교육기관으로 평가 받고 있다.